# Jungang-dong, Gyeongsan
Jungang-dong (koreanska: 중앙동) är en stadsdel i staden Gyeongsan i provinsen Norra Gyeongsang, i den sydöstra delen av Sydkorea, 250 km sydost om huvudstaden Seoul.